# Sibogaster digitatus
Sibogaster digitatus är en sjöstjärneart som beskrevs av Doderlein 1924. Sibogaster digitatus ingår i släktet Sibogaster och familjen ledsjöstjärnor. Inga underarter finns listade i Catalogue of Life.